# HAN University of Applied Sciences
De HAN University of Applied Sciences (kortweg HAN) is een opleidingsorganisatie voor hoger beroepsonderwijs (HBO) in de Nederlandse provincie  Gelderland, met vestigingen in Arnhem en Nijmegen. De HAN bestaat uit dertien academies en is met 35.000 studenten een van de grotere hogescholen van Nederland.

## Geschiedenis
Omdat er in de jaren 1980 volgens de regering te veel hogescholen waren, die te klein waren om financieel efficiënt te werken en hun onderwijs goed te organiseren, werden deze academies vanaf 1983 met de Beleidsnota Schaalvergroting, Taakverdeling en Concentratie (STC) onder druk gezet om te fuseren. De Vereniging Hogescholen was het hier mee eens en geleidelijk gingen er steeds meer hbo-scholen samen, ook in de regio Arnhem-Nijmegen.
Het HAN-conglomeraat is uiteindelijk op 1 februari 1996 ontstaan uit de mega-fusie van Hogeschool Gelderland (zelf ontstaan uit de fusie van de Hogeschool Arnhem en de Hogeschool Interstudie, die op hun beurt voortkwamen uit twaalf kleinere hogescholen), Hogeschool Nijmegen (zelf ontstaan uit een fusie van zeven kleinere hogescholen) en HEAO-Arnhem (zelfstandig sinds 1968). De HAN werd zo een grote, brede onderwijsinstelling, en sindsdien is het aantal studenten gegroeid, terwijl er kosten werden bespaard, geheel in overeenstemming met de doelen van de regering en de Vereniging Hogescholen.
In 2004 ging het grootste gedeelte van de Hogeschool Diedenoort uit Wageningen onder de HAN verder als Academie Diedenoort Facility Management.
In juni 2019 is de HAN van naam veranderd. Tot dan toe was het de Hogeschool van Arnhem en Nijmegen, daarna opteerde de onderwijsinstelling voor 'HAN University of Applied Sciences'. Logo en huisstijl werden aangepast.

## Organisatie

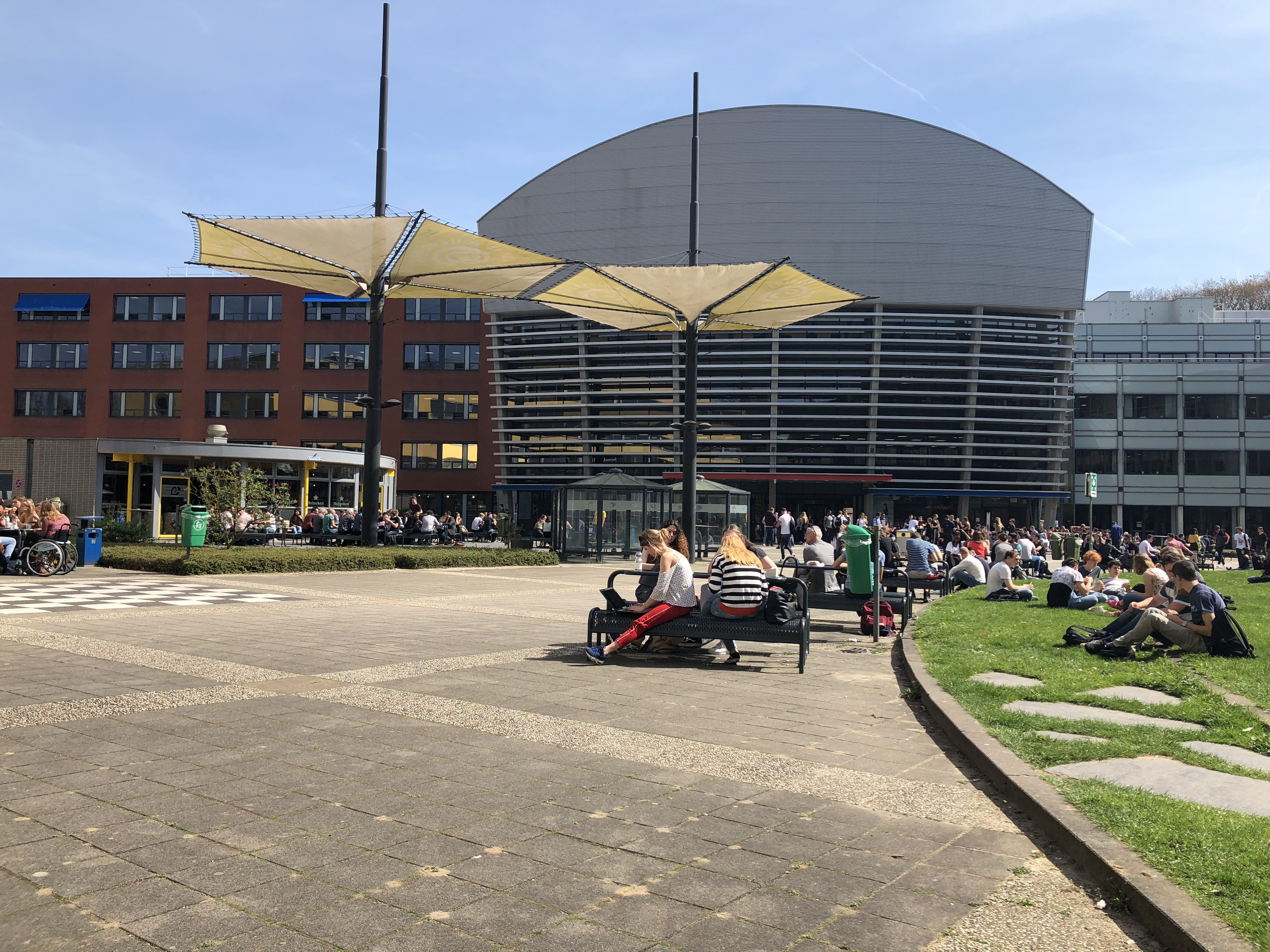
Locatie Arnhem.

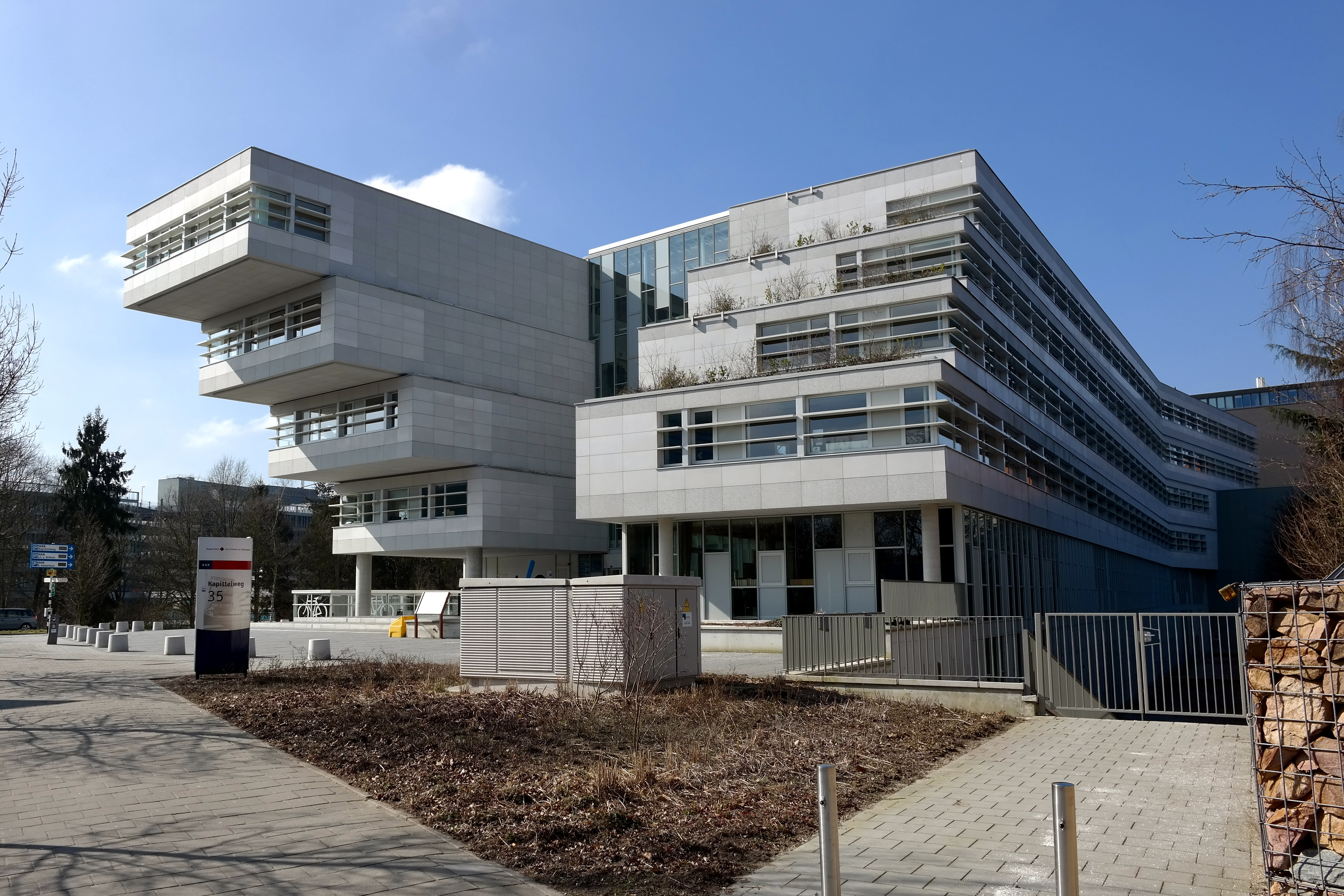
Locatie Nijmegen.

### Onderdelen
De HAN bestond in 2025 uit dertien verschillende academies:
- Academie Built Environment
- Academie Business en Communicatie
- Academie Educatie
- Academie Engineering en Automotive
- Academie Financieel Management en Recht
- Academie Gezondheid en Vitaliteit
- Academie IT en Mediadesign
- Academie Mens en Maatschappij
- Academie Organisatie en Ontwikkeling
- Academie Paramedische Studies
- International School of Business
- Academie Sport en Bewegen
- Academie Toegepaste Biowetenschappen en Chemie

De opleidingen, het onderzoek en advies worden vanuit deze academies georganiseerd. Beleidsvorming is belegd in de Centrale Staf', uitvoering van de ondersteunende diensten is ondergebracht in de afdeling 'Services.'

### Bestuurslagen
De organisatie kent twee bestuurslagen:
- De hogeschool onder leiding van het college van bestuur.
- De academies onder leiding van een academiedirecteur/ stafafdelingen onder leiding van directeuren/services onder leiding van een directeur.

### Medezeggenschap
De hogeschool heeft een medezeggenschapsstructuur. Deze bestaat uit:
- Centrale Medezeggenschapsraad. Deze is lid van het ISO en de VMH.
- Dertien academieraden en een deelraad staf en services. Ook deze raden maken gebruik van het Studenten Overleg Medezeggenschap.
- Opleidingscommissies bij alle studierichtingen. De opleidingscommissies gaan over het operationele beleid van een opleiding en ondersteunen hierin de opleidingsmanagers.

In 2010-2011 is besloten om niet naar een gedeelde raad te gaan, dat wil zeggen naar een gesplitste Studentenraad en een Ondernemingsraad en dus niet de WOR, maar de WHW (Wet op Hoger en Wetenschappelijk Onderwijs) te volgen. Wel is tegelijkertijd besloten dat elk medezeggenschapsorgaan zelf in haar huishoudelijk reglement kan bepalen of de studentengeleding en medewerkersgeleding toegestaan is binnen die raad apart te vergaderen of niet.

## Opleidingen
De hogeschool heeft een divers aanbod: associate degrees en bachelor- en masteropleidingen en ook post-hbo-onderwijs en cursussen. De HAN is een kennisinstelling, via lectoraten doet ze onderzoek naar vraagstukken die spelen in de beroepspraktijk. 

### Bacheloropleidingen en masterprogramma's
De HAN biedt zo'n 100 bacheloropleidingen, ongeveer 20 associate degrees en zo'n 20 masterprogramma's aan in de volgende vakgebieden: 
- Economie, Management en Recht
- Techniek en Life Sciences
- Informatica, Media en Communicatie
- Onderwijs en Opleiden
- Gedrag en Maatschappij
- Gezondheid
- Sport en Bewegen

Een deel van deze opleidingen is in het Engels, waardoor ze toegankelijk zijn voor internationale studenten. Studenten hebben de keuze uit voltijd, deeltijd en duale trajecten. 

### Post-hbo en cursussen
De hogeschool biedt ruim 250 post-hbo-trajecten en cursussen aan voor werkenden. Daarnaast biedt de HAN incompany- en maatwerktrajecten, die specifiek worden afgestemd op de behoeften van organisaties en hun medewerkers. 

### Onderzoek
Voor bedrijven en instellingen biedt de HAN via lectoraten in verschillende vakgebieden hulp bij innovatie aan. Zij voeren onderzoek uit naar problemen uit de beroepspraktijk en ontwikkelen samen met het werkveld praktische oplossingen. De HAN heeft 50 lectoraten in huis, waar onder meer  promotieonderzoek wordt uitgevoerd.  